# Yágodnoye (Krasnodar)
Yágodnoye (del ruso: Ягодное) es un posiólok del raión de Primorsko-Ajtarsk del krai de Krasnodar en el sur de Rusia. Está situado al sureste de la desembocadura del río Beisug a través del limán Beisugski en el mar de Azov, 37 km al este de Primorsko-Ajtarsk y 106 km al norte de Krasnodar, la capital del krai. Tenía 21 habitantes en 2010.
Pertenece al municipio Olginskoye.